# Station Heskestad
Station Heskestad is een spoorwegstation in het dorp Heskestad in de gemeente Lund in het zuiden van Noorwegen. Het station, aan Sørlandsbanen, werd geopend in 1904. Oorspronkelijk was het een stopplaats; in 1913 werd het opgewaardeerd tot station.
In 1991 werd het personenvervoer beëindigd.